# Italico Brass
Pour les articles homonymes, voir Brass (homonymie).
Italico Brass, né à Gorizia le 14 décembre 1870 et mort à Venise le 16 août 1943, est un peintre italien.

## Biographie
Deuxième d'une famille de six enfants, il étudie à Munich sous la direction du peintre Karl Raupp puis devient l'élève de Jean-Paul Laurens à Paris.
A Paris, il assimile les leçons de l'impressionnisme et obtient une mention honorable au Salon des artistes français en 1894.
Il déménage en 1894 de Gorizia à Venise où il reste jusqu'à sa mort.
Il est l'oncle de Tinto Brass.
L'astéroïde (27086) Italicobrass porte son nom.

## Œuvre
Il peint des paysages, des vedute et des scènes de genre vénitiennes traitées dans une manière vériste encore XVIIIème siècle mais d'une élégante désinvolture.
Il est également critique d'art, portraitiste et grand collectionneur.
- Le Pont du Rédempteur, vers 1908, Huile sur toile, 77 × 100 cm, Ca' Pesaro, Venise[4]